# Everdingen
Everdingen est un village situé dans la commune néerlandaise de Vijfheerenlanden, dans la province d'Utrecht. Le 31 décembre 2007, le village comptait 1 295 habitants.

## Histoire
Everdingen faisait traditionnellement partie du comté de Culemborg puis à l'époque de la présence française, la ville a été transférée dans la province de Gueldre. Le 1er janvier 1812, Hagestein a été ajouté à la municipalité. Puis la région d'Hagestein est retournée dans la province d'Utrecht le 19 septembre 1814, donnant lieu à une situation curieuse puisque la municipalité était située dans deux provinces simultanément. Le 1er janvier 1818, Hagestein redevint une commune indépendante et la commune d'Everdingen se retrouva donc à nouveau seule en Gueldre. Le 1er janvier 1821, Everdingen fut rattachée à la province de Hollande-Méridionale. Le 1er janvier 1986, Everdingen est devenu une partie de la municipalité de Vianen, qui a été ajoutée à la province d'Utrecht le 1er janvier 2002.
Le nom Everdingen était déjà connu en 1284, lorsque les grands propriétaires terriens de la région furent invités par le seigneur d'Everdingen à se réunir et à conclure des accords sur le drainage de la tourbe et l'entretien de la digue.
Everdingen a été une commune indépendante jusqu'au 1er janvier 1986, date de son rattachement à Vianen.